# Mademoiselle (film, 2016)
Pour les articles homonymes, voir Mademoiselle (homonymie).
Pour plus de détails, voir Fiche technique et Distribution.
Mademoiselle (hangeul : 아가씨 ; RR : Agassi, littéralement « mademoiselle ») est un thriller psychologico-érotique sud-coréen coécrit, produit et réalisé par Park Chan-wook, sorti en 2016. Il s'agit d'une adaptation d'un roman, Du bout des doigts (Fingersmith) de Sarah Waters, paru en 2002.
Le film a été en compétition pour la Palme d'or du Festival de Cannes 2016. Lors de la 71e cérémonie des British Academy Film Awards, Mademoiselle a été élu « Meilleur film en langue étrangère ».

## Synopsis

### Partie 1
En Corée occupée par les Japonais, un escroc opérant sous le nom du « comte Fujiwara » projette de séduire une héritière japonaise nommée Mademoiselle Hideko, puis de l'épouser et de l'enfermer dans un asile pour lui voler son héritage. Il engage une voleuse nommée Sook-hee vivant dans une famille d'escrocs afin qu'elle devienne la camériste de Hideko et sa confidente pour encourager cette dernière à épouser le « comte ».
Hideko vit avec son oncle autoritaire Kouzuki. Celui-ci gagne de l'argent en vendant des livres rares. Sook-hee et Hideko se rapprochent, et Hideko permet à Sook-hee de porter ses robes et ses bijoux. Quand Hideko demande à Sook-hee à quoi ressemblera la vie conjugale, Sook-hee lui fait un amour passionné, lui promettant les mêmes plaisirs avec son nouveau mari. Sook-hee commence à exprimer sa réticence vis-à-vis du plan, mais lorsque Hideko elle-même sent qu'elle n'est pas prête pour ce mariage, Sook-hee insiste pour qu'elle le fasse, provoquant la colère de Hideko qui la gifle.
Quand Kouzuki part en affaires pendant une semaine, Hideko et Fujiwara s'enfuient. Après avoir encaissé l'héritage de Hideko, il est ensuite révélé que Hideko et Fujiwara ont doublé Sook-hee. À l'asile où ils se rendent tous les trois, c'est Sook-hee qui est internée sous l'identité de Hideko.

### Partie 2
Une série de flashbacks montre que Kouzuki était violent envers Hideko et sa tante. Les livres qu'il vend sont de la pornographie sadique, il entraîne et oblige sa femme à lire les livres lors d'enchères privées, une pratique qu'il enseigne également à Hideko pendant son enfance. La tante de Hideko est finalement retrouvée pendue à un cerisier dans le jardin. Lorsque Hideko soupçonne que la mort n'était pas un suicide, Kouzuki emmène Hideko dans son sous-sol, où il décrit qu'il a assassiné sa tante après qu'elle a tenté de s'enfuir.
Dans un passé plus récent, Hideko a grandi et Fujiwara a l'intention de la séduire pour lui voler son héritage. Il trouve cela impossible parce que Hideko est désensibilisée aux actes sexuels et ne peut pas être séduite, et il préfère conclure un marché avec elle : s'ils se marient, il la sauvera de son oncle en échange de la moitié de son héritage. Hideko est d'accord à la condition que quand ils se marient, il lui donne une fiole de poison garantissant de la tuer rapidement au cas où elle serait rattrapée par son oncle. Hideko propose en outre d'engager une femme de chambre afin de l'interner à sa place quand l'affaire sera conclue.
De façon imprévue, Hideko tombe amoureuse de Sook-hee. Ne supportant pas de devoir trahir Sook-hee, Hideko essaie de se pendre. Sook-hee la sauve et avoue sa culpabilité consistant à compromettre Hideko et à voler son héritage. Hideko avoue de son côté son plan avec Fujiwara et les deux femmes jurent de se venger à la fois de Kouzuki et de Fujiwara. Hideko montre à Sook-hee la collection d'ouvrages licencieux de son oncle et Sook-hee détruit la collection sous la colère. Hideko finit par la rejoindre, appelant Sook-hee « son sauveur » de l'abus de son oncle.

### Partie 3
Sook-hee parvient à s'évader de l'asile à la faveur d'un incendie. Pendant ce temps, Hideko empoisonne le vin de Fujiwara, il perd connaissance, Hideko récupère l'argent et s'enfuit. Sook-hee et Hideko se retrouvent et fuient ensemble, Hideko étant travestie en homme pour éviter d'être repérée.
Kouzuki capture Fujiwara à la réception d'une lettre de Hideko détaillant la filouterie de Fujiwara. Il torture Fujiwara dans sa cave avec ses outils de reliure et le presse de lui raconter des détails sexuels sur sa nièce. Fujiwara invente une histoire au sujet de leur nuit de noces, mais un flash-back montre que Hideko s'était coupée la main sur un couteau pour tacher ses draps, afin de donner le change car refusant de consommer le mariage. Quand Kouzuki presse son prisonnier pour avoir davantage de détails, Fujiwara convainc Kouzuki de lui donner une de ses cigarettes qu'il a dans sa poche. Après avoir fumé pendant un moment, Fujiwara se tait et Kouzuki remarque que les cigarettes produisent de la fumée bleue. Fujiwara révèle que ses cigarettes contiennent du mercure dégageant un gaz mortel qui les tue tous les deux.
Sur un ferry pour Shanghai, en Chine, Sook-hee et Hideko célèbrent leur liberté retrouvée en faisant l'amour une fois de plus.

## Fiche technique
- Titre original : 아가씨 (Agassi)
- Titre international : The Handmaiden
- Titre français : Mademoiselle
- Réalisation : Park Chan-wook
- Scénario : Jeong Seo-kyeong et Park Chan-wook, d'après le roman Du bout des doigts (Fingersmith) de Sarah Waters (2002)
- Musique : Jo Yeong-wook
- Direction artistique : Ryoo Seong-hee
- Costumes : Jo Sang-gyeong
- Photographie : Chung Chung-hoon
- Montage : Kim Jae-bum et Kim Sang-bum
- Production : Lee Yong-seung et Park Chan-wook
- Sociétés de production : Moho Film ; Yong Film (coproduction)
- Sociétés de distribution : CJ Entertainment (Corée du Sud) ; The Jokers, BAC Films (France)
- Budget : 10 milliards wons, soit 8,7 millions dollars[2]
- Pays d'origine :  Corée du Sud
- Langues originales : coréen et japonais
- Format : couleur
- Genre : thriller psychologico-érotique
- Durée : 144 minutes (168 minutes en version longue)
- Dates de sortie :
  - France : 14 mai 2016 (Festival de Cannes) ; 2 novembre 2016 (nationale)
  - Corée du Sud : 1er juin 2016 (sortie nationale)
  - Suisse : 9 juillet 2016 (Festival international du film fantastique de Neuchâtel 2016)
- Interdit aux moins de 12 ans avec avertissement
- Interdit aux moins de 16 ans lors de sa diffusion télévisée

## Distribution
- Kim Min-hee (VF : Amélie Gonin) : Hideko, la demoiselle
- Kim Tae-ri (VF : Célia Asencio) : Sook-hee, la servante
- Ha Jeong-woo (VF : Tanguy Goasdoué) : le comte
- Jo Jin-woong (VF : Gabriel Le Doze) : Kouzuki, l'oncle
- Kim Hae-sook : la femme de M. Sasaki
- Lee Yong-nyeo : Bok-soon
- Yoo Min-chae : Kkeut-dan-i
- Lee Dong-hwi : M. Gu
- Rina Takagi : la tante de Hideko
- Han Ha-na : Junko
- Lee Kyu-jung : la bonne
- Moon So-ri (VF : Florence Cabaret) : la tante
- Jo Eun-hyung (VF : Lucille Boudonnat) : Hideko, jeune
Version française
  - Société de doublage : Médiadub International
  - Direction artistique : Éric Legrand
  - Adaptation des dialogues : Gilles Coiffard

 Source et légende : version française (VF) sur RS Doublage

## Production

### Développement
Park Chan-wook adapte le roman britannique Du bout des doigts (Fingersmith, 2002) de Sarah Waters, qu'il transpose l'histoire de l'Angleterre victorienne à la colonisation japonaise en Corée dans les années 1930.

### Tournage
Le réalisateur Park Chan-wook et l'équipe de tournage commencent à filmer en juin 2015 à Kuwana dans la préfecture de Mie au Japon jusqu'en novembre 2015.

## Accueil

### Sorties internationales
Au cours de la conférence de presse du Festival de Cannes, le 14 avril 2016 à Paris, ce film fait partie de la liste de la sélection officielle en compétition pour la palme d'or. La sortie nationale en France, initialement annoncée pour le 5 octobre 2016, a lieu le 2 novembre 2016.
En Corée du Sud, il sort plus tôt que prévu le 27 mai 2016 avec 4 700 entrées avant sa sortie officialisée le 1er juin 2016.

### Accueil critique
L'accueil critique est globalement très positif : le site Allociné recense une moyenne des critiques presse de 3,9/5, et des critiques spectateurs à 4,4/5. Le site américain Rotten Tomatoes décerne une note moyenne de 8.2/10, avec 95 % de bonnes critiques sur un total de 131.
Dans la revue Positif, Hubert Niogret encense un film où « Tout n’est que mise en scène et le grand ordonnateur suprême et magnifique n’est pas le Comte mais Park Chan-wook ». Dans les colonnes de Paris Match, Alain Spira décrit « Cru mais raffiné, cruel mais jubilatoire, tragique mais saupoudré de subtiles pincées d'humour, ce grand beau long et imprévisible film mérite une récompense ». Pour L'Humanité, Jean Roy vante « Outre les diaprures somptueuses des décors qui nous ont véritablement envoûtés, on remarquera l’interprétation de Kim Min-hee dans le rôle de lady Hideko, celle de Ha Jung-woo, et celle, tant elle nous a semblé convaincante, de Kim Tae-ri, qui fait ses débuts à l’écran dans le rôle de la servante ». Etienne Sorin du Figaro approuve : « Cette maison de poupées peuplée d'imposteurs est un décor idéal pour Park Chan-wook, virtuose dans l'art de faire tomber les masques et de retourner le récit comme un gant. Il a le bon goût de ne pas jouer à la poupée avec ses personnages ». Dans Le Monde, Mathieu Macheret déclare « On peut aimer un film tout spécialement pour sa destination, c’est-à-dire la note sur laquelle il nous laisse : ici, un tintement très évocateur, résumant à lui seul le délicat équilibre de somptueuse cérémonie et de trivialité goguenarde qui caractérise l’ensemble ». Dans le même journal, Isabelle Regnier estime que « cette épopée érotico-féministe en trois actes, située entre la Corée et le Japon pendant la Seconde Guerre mondiale, aura vite fait de balayer nos préventions, et ces 2 h 25 furent de fait assez savoureuses ». Dans Télérama, Guillemette Odicino raconte « Le cinéaste prend un malin plaisir à nous balader dans un conte en trois actes qui se contredisent et s'enrichissent, où chaque personnage, tout à tour manipulateur et manipulé, avance vers sa vérité ».
Parmi les critiques plus nuancées, Serge Kaganski des Inrocks dit de ce film que « vingt minutes de grâce érotico-cinématographique éparpillées dans 2h40 à regarder les diaprures du décor et le lent débouclage d’un scénar qui peine à passionner, c’est un peu frustrant. Décidément, un vrai sadique ce Park Chan-wook » ; dans le même journal, Théo Ribeton tempérait cependant : « L'artisanat de Park Chan-wook atteint un degré inédit de sophistication visuelle et technique (...) et les filouteries narratives et esthétiques du cinéaste se sont muées en quelques choses d'enfin plus léger et facétieux. (...) Mademoiselle est cousu de fil blanc, et s'offre au spectateur comme un objet en premier lieu ludique et amusant, un film d'escroc et de faux-semblants parcouru d'érotisme ». Quant à Pierre Murat de Télérama, il comparerait le film avec « un film à la même esthétique agressive, à la même sensualité équivoque, à la même ironie devant l'inutilité des hommes face au pouvoir des femmes. Ce film, c'est Bound (1996), des sœurs Wachowski. Plane sur Mademoiselle une sensualité trouble qui ajoute au charme de ce thriller efficace et intelligent ».
Parmi les critiques les plus négatives, on note Gaspard Nectoux des Cahiers du cinéma : « Le dynamisme du film aurait gagné à un peu de dépouillement, jouant ses meilleures cartes au lieu de passer son temps à en faire un château m’as-tu-vu », ou encore Olivier Lamm de Libération : « L’ingéniosité du récit, qui jongle avec les effets de surprise permis par une triple duperie entre arnaqueurs éprouvés, doit d’ailleurs beaucoup au roman, auquel il n’apporte finalement pas grand-chose à part quelques rengaines «park chan-wookiennes» et un fétichisme formel terminal, dont on peine décidément à percevoir l’objet - et le sens ».

### Box-office
| Pays ou région | Box-office        | Date d'arrêt du box-office | Nombre de semaines |
| -------------- | ----------------- | -------------------------- | ------------------ |
| Corée du Sud   | 4 282 388 entrées | 24 juillet 2016            | 8                  |
| France         | 301 115 entrées   | 7 décembre 2016            | 5                  |

4 700 spectateurs sud-coréens assistent en avant-première à ce film dès le 27 mai 2016. Pour le tout premier week-end d'entre 3 et 5 juin 2016, après de bonnes critiques au Festival de Cannes, il se trouve très successivement au premier rang du box-office comptant 1,2 million curieux dans 1 167 salles obscures, ce qui fait 1,8 million au total. Avec l'arrivée des deux films américains Le Livre de la jungle (The Jungle Book) de Jon Favreau et Warcraft : Le Commencement (Warcraft) de Duncan Jones, il descend au troisième rang avec 527 000 spectateurs, ce qui totalise 3,13 millions en deux week-ends.

## Distinctions et sélections

### Récompenses
- Festival de Cannes 2016 —  « Compétition officielle[1] » : Prix Vulcain de l'artiste technicien pour Ryu Seong-hie (direction artistique)
- Festival international du film de Catalogne 2016 : Grand Audience Award
- Boston Online Film Critics Association Awards 2016 : Meilleur film en langue étrangère
- Online Film Critics Society - Meilleur film en langue étrangère
- 71e cérémonie des British Academy Film Awards : Meilleur film en langue étrangère

### Nominations
- Festival de Cannes 2016 —  « Compétition officielle[1] » :
  - Palme d'or
  - Queer Palm
- Festival international du film de Jérusalem 2016 : sélection « International Competition »
- Festival international du film fantastique de Neuchâtel 2016 : sélection « Cérémonies »